# Katastrofa w Bhopalu
Katastrofa w Bhopalu – katastrofa, która wydarzyła się w godzinach nocnych 3 grudnia 1984 w centrum miasta Bhopal w Indiach, w stanie Madhya Pradesh. Wskutek wypadku doszło do uwolnienia 40 ton izocyjanianu metylu w postaci gazu z fabryki pestycydów firmy Union Carbide.
Według władz rządowych stanu Madhya Pradesh, w momencie katastrofy zmarło 3787 osób, a kilka tysięcy doznało trwałego uszczerbku na zdrowiu. Dane BBC mówią o około 3 tysiącach osób zmarłych w kilka godzin lub natychmiast i 15 tysiącach w wyniku powikłań po kontakcie z uwolnioną substancją. Według ocen organizacji Greenpeace zmarło 20 tysięcy osób.
Katastrofa w Bhopalu jest uważana za najtragiczniejszą w skutkach awarię przemysłową. Mimo że odbiła się mniejszym echem na świecie niż katastrofa w Czarnobylu, miała dużo tragiczniejsze skutki.

## Katastrofa, skutki i następstwa
50 minut po północy, 3 grudnia 1984 zbiornik E610 zawierający 43 tony gazowego izocyjanianu metylu (MIC) uległ rozszczelnieniu, uwalniając toksyczny i cięższy od powietrza gaz, który rozprzestrzenił się po podłożu na sąsiednie rejony.
Ponad pół miliona ludzi było narażonych na kontakt z substancją. Około 20 tysięcy zmarło, 120 tysięcy doznało szkód na zdrowiu, takich jak zaburzenia oddychania, nowotwory, uszkodzenia płodów, oślepienie i inne. Ponad 50 tysięcy osób stało się niezdolnych do wykonywania zawodu z powodu powikłań.
W czasie paniki spowodowanej wypadkiem wielu ludzi zostało stratowanych podczas ucieczki, a system komunikacyjny miasta uległ całkowitemu załamaniu.
Union Carbide na swojej stronie internetowej podało, iż zmarło około 3,8 tysiąca osób, 40 tysięcy jest niezdolnych całkowicie do pracy, a 2,8 tysiąca – częściowo niezdolnych. „Międzynarodowa kampania dla sprawiedliwości w Bhopalu” powołując się na informacje rządowe opublikowała informację (1991), iż 495 tysięcy osób zostało sklasyfikowanych jako rannych w wyniku katastrofy (22 tysiące całkowicie niezdolnych do pracy, 3 tysiące poważnie niezdolnych, 8,5 tysiąca częściowo niezdolnych. Obecnie szacuje się, że zmarło 15 tysięcy osób, a 560 tysięcy zostało poszkodowanych w wyniku katastrofy.
Kampanie informacyjne sugerowały, iż „oficjalne źródła informacji podają półprawdy”, nie podając prawdziwej informacji o liczbie osób, które odniosły obrażenia lub zmarło. Fakty te rzeczywiście zostały potwierdzone, jednak dotyczyły one okresu bezpośrednio po katastrofie. Indyjskie ministerstwo zdrowia podało, iż w 1988 zmarło w wyniku powikłań 2500 osób, a w 1997 – 665.
Główną przyczyną śmierci lub poważnych obrażeń był obrzęk płuc. Typowe symptomy zatrucia izocyjanianem metylu to kaszel, duszności, ból klatki piersiowej, łzawienie, obrzęk powiek, utrata przytomności. Po 24–72 godzinach od ekspozycji następuje porażenie pracy płuc, zatrzymanie akcji serca i śmierć. Wskutek reakcji zawartości zbiornika ze składnikami atmosfery powstały także inne trujące gazy, takie jak fosgen czy cyjanowodór, które także odegrały znaczącą rolę w katastrofie.
Informacja o substancji toksycznej nie została podana przez Union Carbide, lecz sekcja zwłok ofiar tragedii ujawniła w ich narządach liczne zmiany charakterystyczne dla zatrucia cyjankami. Liczne badania, prowadzone blisko pięć lat, udowodniły, iż osoby które poniosły szkody na zdrowiu, cierpią na częściowe lub całkowite oślepienie, uporczywe problemy z oddychaniem, zaburzenia systemu trawiennego, osłabienie systemu odpornościowego, zaburzenia na tle nerwowym oraz problemy z menstruacją u kobiet. Odnotowano znaczny wzrost poronień, urodzeń martwych noworodków oraz genetycznych zaburzeń. Badania zlecone przez BBC w 2004 ujawniły wysokie skażenie wody pitnej pochodzącej z regionu fabryki, co jest dowodem na przenikanie substancji trujących do wód gruntowych.

## Przyczyna katastrofy
Fabryka firmy Union Carbide powstała w 1969, a w 1979 została przystosowana do produkcji karbarylu (jednego z najczęściej stosowanych insektycydów). Półproduktem do jego syntezy jest silnie toksyczny izocyjanian metylu. Jego stężenie śmiertelne szacuje się na około 49,7 mg/m³.
Bezpośrednią przyczyną katastrofy było dostanie się wody do wnętrza zbiornika wskutek nieszczelnej izolacji. W wyniku zachodzącej reakcji nastąpił gwałtowny wzrost temperatury płynnej zawartości zbiornika do ponad 200 °C. Spowodowało to wzrost ciśnienia, które rozsadziło zbiornik, uwalniając trującą zawartość do atmosfery.

### Oszczędności
- Skala oraz długotrwałe następstwa katastrofy były spowodowane lokalizacją instalacji. Lokalne władze próbowały przekonać (bez rezultatów) Union Carbide do budowy fabryki poza obszarami gęsto zaludnionymi. Union Carbide odmówiła, powołując się na znaczny wzrost kosztów (m.in. transport pracowników)[8].
- Produkowany pestycyd – Sevin (handlowa nazwa karbarylu) był produkowany do 1979 bez użycia izocyjanianów. W 1979 nastąpiła zmiana drogi syntezy z uwagi na tańszą produkcję końcowego produktu. Zastanawiające jest to, iż w celu zachowania bezpieczeństwa, inne firmy (np. Bayer) produkowały ten sam związek bez użycia izocyjanianów, mimo iż podnosiło to jego koszt[8].
- We wczesnych latach osiemdziesiątych XX w., zapotrzebowanie na pestycydy zaczęło spadać. Instalacja zaczęła przynosić straty, a wyprodukowany w nadmiernych ilościach izocyjanian nie został na bieżąco zużyty do produkcji. Union Carbide od 1982 wprowadziła liczne cięcia finansowe, odbijały się one na pracownikach i ich warunkach pracy, a także na stanie technicznym instalacji i zachowaniu przepisów bezpieczeństwa.

#### Sytuacja pracowników
Ograniczenia wydatków odbijające się na pracownikach i ich warunkach pracy:
- Cięcia finansowe spowodowały rozluźnienie norm bezpieczeństwa i ograniczenie kontroli jakości do niezbędnego minimum. Drobnych przecieków nie tamowano, nie prowadzono szkoleń pracowników obsługujących produkcję i przechowywanie substancji niebezpiecznych. Brak było awansów, co powodowało spadek morale i poczucia odpowiedzialności pracowników, a także przenoszenie najbardziej doświadczonych pracowników na inne rejony instalacji”[9].
- Kierownictwo nakazywało korzystanie z instrukcji wyłącznie w języku angielskim, ignorując fakt, iż tylko kilka osób posługiwało się tym językiem w stopniu wystarczającym[10].
- W 1984 tylko 6 pracowników (poprzednio[kiedy?] 12) obsługiwało instalację izocyjanianu metylu. Nadzór kierowniczy także był zredukowany o połowę. Nie było kierownika odpowiedzialnego za konserwację na nocnej zmianie, a kontrolę urządzeń pomiarowych prowadzono co dwie godziny (poprzednio[kiedy?] prowadzono co godzinę)[9].
- Skargi na oszczędności były ignorowane przez pracodawcę. Jeden z pracowników został zwolniony po 15-godzinnym strajku głodowym. Przed katastrofą 70% pracowników zostało ukaranych za uchybienia dotyczące przepisów bezpieczeństwa pod naciskiem zarządu[9].
- Według opinii Międzynarodowej Kampanii na rzecz Sprawiedliwości w Bhopalu, „słabo wyszkolony personel, częsta rotacja stanowisk wewnątrz instalacji, przeciekające zawory, systemy pomiarowe słabej jakości i nieodpowiednie warunki konserwacji (mycie wodą) powodowało wysokie prawdopodobieństwo wystąpienia katastrofy lub poważne konsekwencje w przypadku wypadku”.
- Wielu niezależnych obserwatorów zwróciło uwagę na „poważne problemy komunikacyjne i luki w zarządzaniu” między Union Carbide a hinduskimi operatorami, poprzez „podejście firmy do zagranicznej inwestycji” i „barierę kulturową”[11].

#### Sprzęt i przepisy bezpieczeństwa
Ograniczenia wydatków odbijające się na sprzęcie i przepisach bezpieczeństwa:
- W 1999, podczas publicznej debaty w Indiach, wyszło na jaw, iż w przeciwieństwie do podobnej fabryki Union Carbide w USA, zakład w Indiach nie był przygotowany na możliwe zagrożenia. Nie było przygotowanych procedur bezpieczeństwa nastawionych na tego typu wypadek. Firma też nie zawiadomiła lokalnych władz o zagrożeniu i ilości przechowywanej substancji niebezpiecznej[8].
- Urządzenia alarmowe zbiornika izocyjanianu metylu nie pracowały od 4 lat[12].
- W Bhopalu znajdował się tylko ręczny system rezerwowy, zamiast 4-stopniowego jak w zakładzie w USA[12].
- Flara (komin do spalania gazu) i wodna płuczka gazu (skruber) były wyłączone z użytku od 5 miesięcy przed katastrofą. Płuczka nie absorbowała więc gazów odlotowych za pomocą sody kaustycznej, co powodowało ich gromadzenie się w dolnych rejonach instalacji, z przekroczeniem dopuszczalnych poziomów[12]. Płuczka wodna była także nieprawidłowo zaprojektowana, ustawiona na maksymalne ciśnienie mogła zatrzymać tylko jedną czwartą objętości gazu, która wydostała się w czasie katastrofy[13].
- Aby obniżyć koszt energii, system chłodzenia zaprojektowany do zabezpieczenia przed ulatnianiem się izocyjanianu metylu był ustawiony na 20 °C, a nie jak nakazywała instrukcja 4,5 °C. Dodatkowo część chłodziwa była używana w innym miejscu, do chłodzenia innej instalacji[12].
- Bojler parowy, przeznaczony do oczyszczania rur, był wyłączony z użytkowania z nieznanego powodu[12].
- Zaślepki, które zabezpieczały przed dostaniem się wody z oczyszczanych rur do instalacji z izocyjanianem metylu, z uwagi na uszkodzone zasuwy, nie były zamontowane.
- Spryskiwacze mające za zadanie dezaktywować ulatniający się gaz, były nieprawidłowo zaprojektowane, zraszając gaz z wysokości maksymalnie 13 metrów. System ten nie miał odpowiedniej wydajności, aby obniżyć stężenie wydobywającego się gazu[12].
- Jeden z trzech zbiorników izocyjanianu był uszkodzony od około tygodnia. Inne zbiorniki były używane wcześniej niż nastąpiło uszkodzenie. Fakt, iż zbiornik ten był w trakcie naprawy, wymusił zmagazynowanie większej ilości MIC w pozostałych, co powiększyło skutki katastrofy.
- Zawory używane w instalacji wyprodukowane ze stali węglowej ulegały korozji pod działaniem kwasów[8]. W noc poprzedzająca katastrofę właśnie przeciekający zawór spowodował dostanie się wody do zbiornika z izocyjanianem. Przeciekające rury i zawory nie były naprawiane, ponieważ w opinii kierownictwa byłoby to za drogie i zabierało zbyt dużo czasu[12].
- Praktycznie każdy instrument pomiarowy na instalacji, odpowiedzialny za bezpieczeństwo był niewłaściwie wykonany lub zaprojektowany. Wewnętrzne dokumenty Union Carbide wspominały o zagrożeniu katastrofą, lecz nic nie zrobiono w kierunku jej uniknięcia.

### Wcześniejsze zagrożenia i wypadki
Wiele poważnych zagrożeń i wypadków powiązanych z produkcją izocyjanianu metylu zostało zignorowanych:
- Raporty sporządzone kilka miesięcy przed katastrofą przez naukowców zatrudnionych przez Union Carbide ostrzegały przed możliwością wypadku identycznego jaki nastąpił w Bhopalu. Raporty te zostały zignorowane i nigdy nie zostały przedstawione głównemu zarządowi firmy w USA[8].
- Firma była ostrzegana przez amerykańskich ekspertów wizytujących fabrykę w 1981 r., ostrzegających przed niekontrolowaną reakcją zachodzącą w zbiornikach przechowujących izocyjanian metylu. Wielokrotnie lokalne władze od 1979 r. powiadamiały zarząd fabryki o mogących wystąpić zagrożeniach. Ostrzeżenia te również zostały zignorowane[8].
- 11 z 30 „poważnych zagrożeń” udokumentowanych w 1982 miało związek z instalacją izocyjanianu metylu lub fosgenu.
- Od 1981 zdiagnozowano kilka przypadków zatrucia oparami izocyjanianu metylu. Przykładowo w 1982 roku w wyniku przecieku MIC hospitalizowano pięciu robotników[8].
- W 1981 jeden z pracowników zmarł po zatruciu ulatniającym się fosgenem.
- Wkrótce potem 25 pracowników zostało rannych w wyniku rozszczelnienia się pompy.
- Wyciek izocyjanianu spowodował niegroźne następstwa u ludności zamieszkującej nieopodal terenów fabryki.
- Międzynarodowa kampania na rzecz sprawiedliwości w Bhopalu sugerowała, iż przecieki były na tyle częste, iż instalacja alarmowa została wyłączona.

### Obrona firmy Union Carbide
Zakupiona przez "Dow Chemical”, Union Carbide, na swojej stronie internetowej dot. katastrofy zaprzeczyła jakiejkolwiek odpowiedzialności za zaistniałą tragedię. Korporacja zrzuciła całą odpowiedzialność na sabotaż, dowodząc, iż systemy bezpieczeństwa na instalacji były sprawne i w pełni funkcjonalne. Twierdzenia te były jednak odrzucane przez „Międzynarodową Kampanię na rzecz sprawiedliwości w Bhopalu” oraz innych obserwatorów wydarzeń.

#### Śledztwo w kierunku sabotażu
Union Carbide, przy wsparciu innej inżynieryjnej firmy konsultingowej, oświadczyła, iż pojedynczy pracownik mógł wpuścić dużą porcję wody do zbiornika z izocyjanianem metylu, odłączając wskaźnik pomiarowy i doprowadzając wodę do zbiornika bezpośrednio przez zawór zdemontowanego miernika. Firma oświadczyła, iż nie mogła przewidzieć zagrożenia przez dostanie się wody do zbiornika w wyżej opisany sposób, a systemy bezpieczeństwa nie przewidywały sabotażu. Dodatkowo Union Carbide oświadczyła, iż reszta pracowników podała fałszywe informacje dot. odpowiedzialności za wypadek w celu ukierunkowania indyjskiego rządu na winę pracodawcy, całkowicie zwalniając pracowników z odpowiedzialności. Międzynarodowa Kampania dla Sprawiedliwości ostro skrytykowała firmę konsultingową, wynajętą przez Union Carbide, która „dla zarobku i pieniędzy wydała pseudonaukowe tezy, popierające tezę sabotażu”. Union Carbide zapewniła, iż „zostaną wprowadzone procedury bezpieczeństwa, uniemożliwiające jakikolwiek sabotaż”.
Union Carbide nigdy nie opublikowała nazwisk lub innych danych pozwalających na zidentyfikowanie osoby, która według raportu była odpowiedzialna za sabotaż na terenie zakładu, żaden z pracowników nie był także ścigany sądownie z tego powodu. Niemniej jednak na stronie internetowej informacji o Bhopalu korporacja oświadczyła, iż władze zostały poinformowane o pracowniku i toczy się postępowanie przeciwko niemu. Organizacja na rzecz sprawiedliwości zdementowała jednak te informacje, argumentując, iż nikomu oficjalnie nie postawiono zarzutów, a ilość faktów świadczy za katastrofą.

#### Kwestia bezpieczeństwa na instalacji
Korporacja zaprzeczyła doniesieniom, iż zawory na zbiornikach były uszkodzone twierdząc, że „ze zgromadzonych po katastrofie dokumentów dot. stanu instalacji wynikało, iż zawory wodne były pozamykane i szczelne. Systemy bezpieczeństwa były umieszczone na właściwych miejscach i były w pełni sprawne, zabezpieczając zbiornik z zawartością przed kontaktem z wodą”. Według Union Carbide wszelkie zgłaszane usterki w 1982 r. zostały usunięte przed 1984 r. i „żadna z nich nie mogła być przyczyną katastrofy”.
Odpierając te oświadczenia, Kampania na rzecz Sprawiedliwości twierdziła, iż zawory zapewne były zamknięte, lecz „notorycznie przeciekające”. Zwiększenie ciśnienia w instalacji wodnej spowodowało zwiększenie przecieku, o czym kierownictwo zostało powiadomione.
Union Carbide, twierdziła, iż nie było systemów kontrolnych zabezpieczających reakcję izocyjanianu z wodą, gdyż nie były one potrzebne – inne systemy miały skutecznie zabezpieczać zawartość zbiornika przed kontaktem z wodą, co potwierdzało wersję korporacji o możliwym sabotażu. Kampania na rzecz Sprawiedliwości dowodziła jednak, iż zawory notorycznie przeciekały wskutek oszczędności i związanego z nimi planu wydatków korporacji.

## Działania po katastrofie

### Bezpośrednio po eksplozji
- Po włączeniu sygnału alarmowego w rejonie miasta został on szybko wyłączony, aby nie wywołać paniki wśród ewakuujących się mieszkańców. Z uwagi na ten fakt wiele nadal śpiących osób było nieświadomych zagrożenia[8].
- Lekarze nie otrzymali informacji o sposobie leczenia osób które wdychały pary izocyjanianu metylu, dlatego też udzielana pomoc była doraźna, polegająca na łagodzeniu objawów, a nie likwidacji źródła problemów[8].

### Pomoc poszkodowanym
Korporacja niemal natychmiast po katastrofie uruchomiła pomoc dla poszkodowanych i zagwarantowała pomoc ofiarom katastrofy. 4 grudnia, dzień po wycieku izocyjanku, Union Carbide wysłała materiały pierwszej pomocy wraz z kilkunastoma „międzynarodowymi ekspertami medycznymi” do pomocy tutejszym służbom medycznym, która wywołała falę krytyki ze strony Kampanii na rzecz Sprawiedliwości w kwestiach wyszkolenia, leczenia, a także utajniania wyników i rozmiarów tragedii przez członków grupy.
Union Carbide 10 grudnia 1984 r. przekazała premierowi Indii 2 miliony dolarów, a ustanowiony przez pracowników fundusz pomocy w lutym 1985 – ponad 5 mln dolarów.
W marcu 1985 Union Carbide rozpoczęła „program katastrofy”, badający rozmiary skażenia izocyjanianem metylu. Korporacja oferowała 5 mln dolarów na wsparcie ofiar tragedii, jednak kwota ta została odrzucona przez rząd indyjski. W czerwcu tego samego roku Union Carbide pokryła koszty szkolenia ekspertów medycznych z Indii w zakresie technik leczenia. Korporacja także oferowała ufundowanie szpitala na kwotę 17 mln dolarów w ciągu 8 lat. Mimo początkowego odrzucenia oferty szpital został ostatecznie wybudowany w 2001 r. W sierpniu 1987 Union Carbide przekazała dodatkowo 4,6 mln dolarów organizacjom humanitarnym. Korporacja zapewniła także pomoc ofiarom katastrofy poprzez sprzedaż 50,9% udziałów Union Carbide India Limited (w kwietniu 1992) i ustanowiła organizację dobroczynną w celu budowy szpitala w Bhopalu. Sprzedaż została sfinalizowana w listopadzie 1994, a organizacja dysponowała kwotą ponad 100 mln dolarów. Powstały szpital zajmuje się leczeniem chorób serca, płuc oraz oczu. Union Carbide przekazała także 5 mln dolarów na rzecz Indyjskiego Czerwonego Krzyża. Według danych Departamentu ds. Wycieku Gazu i Rehabilitacji Ofiar Tragedii w Bhopalu pod koniec października 2003 roku odszkodowania otrzymało 554 895 osób, które w wyniku katastrofy odniosły obrażenia i 15 310 osób z rodzin ofiar śmiertelnych. Średnia kwota przyznana rodzinom ofiar śmiertelnych to $2200.

### Skażenie terenu fabryki
Brak politycznego poparcia doprowadził do stagnacji w procesie dekontaminacji skażonego regionu, doprowadzając do sytuacji, w której setki ton trujących nieużytków pozostawiono samym sobie. Instytucje ekologiczne ostrzegały przed takim stanem rzeczy, dowodząc, iż doprowadzi to do dekad powolnego trucia pobliskiej ludności oraz licznych chorób układu nerwowego, wątroby oraz nerek. Badania dowodzą, iż przypadki nowotworów oraz innych dolegliwości są częstsze w tej okolicy, niż w innych rejonach Indii. Aktywiści domagają się od Dow Chemical (następcy Union Carbide) dalszego oczyszczania skażonego terenu, a także wywołują naciski na rząd w celu wymuszenia większych nakładów finansowych na dekontaminację.
W roku 2002 w wyniku prowadzonych badań zidentyfikowano wiele toksyn, takich jak rtęć, ołów, 1,3,5-trichlorobenzen, dichlorometan, chloroform w mleku matek karmiących. Woda studzienna oraz wody gruntowe w pobliskich rejonach (1999) zawierała rtęć w ilościach od 20 tys. do 6 mln razy przekraczających dopuszczalne poziomy. Liczne metale ciężkie i chloropochodne związki organiczne stwierdzono w glebie. Stwierdzono również mutagenne związki organiczne oraz związki powodujące wady wrodzone płodów, jak np. trichloroetan, przekraczający 50-krotnie dopuszczalne poziomy.
W emisji radiowej BBC, prezentującej wyniki śledztwa w roku 2004, podano, iż strefa jest wciąż skażona tysiącami ton związków, takich jak heksachlorobenzen oraz rtęć, znajdujących się w otwartych pojemnikach lub bezpośrednio w gruncie. Niektóre rejony są tak silnie skażone, iż 10 minut przebywania bez zabezpieczenia powoduje utratę świadomości. Opady deszczowe powodują roznoszenie związków chemicznych i dalsze skażenie wód gruntowych. Wyniki badań próbek wody przeprowadzonych w Wielkiej Brytanii na zlecenie BBC ujawniły skażenie związkami przekraczającymi 500-krotnie obowiązujące normy. Na podstawie badań pobliskiej ludności stwierdzono, iż wzrosła zapadalność populacji na różnorodne choroby.

### Krytyka oczyszczania terenu przez Union Carbide oraz Dow Chemical
Centralny zarząd firmy Union Carbide oświadczył, iż „po incydencie Union Carbide India Ltd rozpocznie prace nad oczyszczaniem skażonego terenu pod kierownictwem lokalnych władz indyjskich”, które były następnie kierowane przez nowego posiadacza – Eveready Industries, aż do 1998, kiedy firma przeniosła się poza zasięg władz stanu Madhya Pradesh. Krytyka oczyszczania skażonych regionów, prowadzona np. przez Międzynarodową Kampanię dla Sprawiedliwości, koncentrowała się na „wewnętrznych badaniach” Union Carbide, stwierdzających fakt „poważnego skażenia”, które to dane nie zostały nigdzie opublikowane. Także lokalnym władzom odmówiono wglądu w powyższe raporty. Posiadacz terenów fabryki, Eveready Industries, gwałtownie porzucił oczyszczany teren i przeniósł się w inny region kraju. Problem dekontaminacji pozostaje do dziś nierozwiązany. Władze stanowe Madhya Pradesh oświadczyły, iż „będą ścigać Dow Chemical i Eveready Industries” w celu kontynuacji oczyszczania terenu.
Międzynarodowa opinia w momencie sprzedaży Union Carbide India Ltd. przez Union Carbide w 1994 nazwała sprzedaż „ucieczką od sądów, które zagrażały majątkowi Union Carbide z powodu braku odpowiedzialności w wymiarze kryminalnym”. Nabywca, Eveready Industries India, Ltd., zakończył 99-letnią dzierżawę terenów, a firma opuściła stan. Obecnie rząd Madhya Pradesh prowadzi wysiłki w celu dobrowolnego oczyszczania skażonych terenów. Osoby, które przeżyły katastrofę, pozwały oba koncerny i obecnie znajdują się blisko rozprawy sądowej.

### Prowokacja w 2004 roku
3 grudnia 2004, w dwudziestą rocznicę katastrofy, człowiek przedstawiający się jako przedstawiciel Dow Chemical – Jude Finisterra udzielił wywiadu stacji BBC. Podał on informację, iż kompania Dow Chemicals zgodziła się pokryć koszt całkowitego oczyszczania skażonego rejonu, a także wypłacić odszkodowania poszkodowanym w wypadku. Natychmiast potem kurs akcji Dow Chemical spadł o 4,2% w ciągu 23 minut, powodując straty 2 miliardów dolarów na rynku giełdowym. Firma szybko wydała oświadczenie, iż nie zatrudnia nikogo o takim nazwisku, nie udzielono nikomu zezwolenia na wypowiadanie się w imieniu firmy, a cała sprawa jest prowokacją. Stacja BBC przeprosiła za pomyłkę, a wyemitowane oświadczenie było szeroko komentowane.
Osobą przedstawiającą się jako „Jude Finisterra” okazał się być Andy Bichlbaum, członek aktywistycznej grupy „The Yes Men”. W roku 2002 przedstawiciele grupy skontaktowali się telefonicznie z prasą, tłumacząc dlaczego Dow Chemical nie przyjęło na siebie odpowiedzialności za zaistniałą katastrofę. Grupa ta przygotowała również stronę internetową, DowEthics.com, wyglądającą identycznie jak oryginalna strona firmy Dow Chemical, jednak zawierającą sprokurowane odczucia firmy co do następstw wypadku. Nieświadoma podstępu BBC skontaktowała się za pomocą poczty internetowej poprzez podstawioną stronę z „przedstawicielami Dow Chemical” z prośbą o wywiad, z czego członkowie grupy skwapliwie skorzystali.
Udzielając wywiadu dla „Democracy Now!” Bichlbaum wyjaśnił, iż celem prowokacji było dokładnie pokazanie, w jaki sposób Dow Chemical może pomóc w bieżącej sytuacji, skupiając na sobie uwagę mediów w USA, które ignorują następstwa katastrofy po odcięciu się kompanii Dow Chemical od odpowiedzialności.
Po emisji wywiadu prezentującego wyjaśnienie swojego wystąpienia, Bichlbaum wystąpił w wywiadzie dla angielskiej stacji Channel 4. Podczas wywiadu był wielokrotnie pytany, czy pomyślał o możliwych reakcjach ludzi i ich emocjach podczas przygotowywania swojego żartu. Prowadzący program zwrócił uwagę, iż po usłyszeniu spreparowanej wiadomości, która okazała się żartem, „wielu ludzi płakało”. Każdorazowo Bichlbaum odpowiadał, iż zmartwienia, które wzbudził u ludzi, są niczym w porównaniu z odpowiedzialnością Dow Chemical. W swoim filmie pt. „The Yes Men Fix the World” (Yesmeni naprawiają świat) (2009) Yesmeni jadą do Bhopalu, by przekonać się, jak na ich prowokację zareagowały ofiary katastrofy i są zaskoczeni entuzjazmem, z jakim mieszkańcy Bhopalu traktują ich akcję.

### Proces
W 2010 roku indyjski sąd prawomocnie skazał ośmiu ówczesnych pracowników Union Carbide na dwa lata pozbawienia wolności oraz grzywny.

### Letnie Igrzyska Olimpijskie 2012 i katastrofa w Bhopalu
Na znak protestu wobec faktu, że korporacja Dow Chemical została sponsorem Igrzysk w Londynie, do dymisji podała się Meredith Alexander, olimpijska komisarz ds. zrównoważonych igrzysk. Alexander wskazywała w uzasadnieniu rezygnacji, że Dow Chemical powinien wypłacić właściwe odszkodowania rodzinom zmarłych ofiar i żyjącym ofiarom katastrofy.

## Odniesienia w kulturze
Katastrofa w Indiach została przedstawiona w roku 1999 w indyjskim dramacie Bhopal Express oraz w 2014 roku w koprodukcji indyjsko-brytyjskiej Modlitwa o deszcz (ang. Bhopal: A prayer for Rain) z Martinem Sheenem i Mischą Barton w rolach głównych. W 2007 roku została wydana powieść Indry Sinha Dzieci Apokalipsy.
Tragedia w Bhopalu jest przedstawiona w jednym z odcinków Tuż przed tragedią – "Miasto śmierci"